# Фаджр

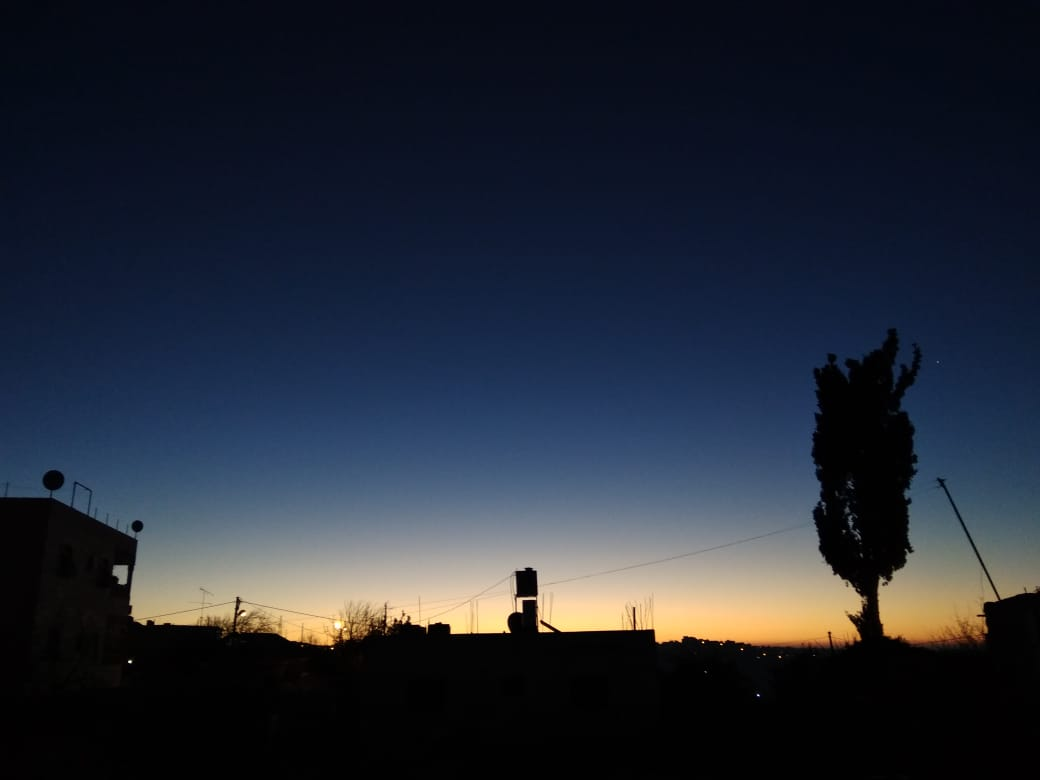
Рассвет

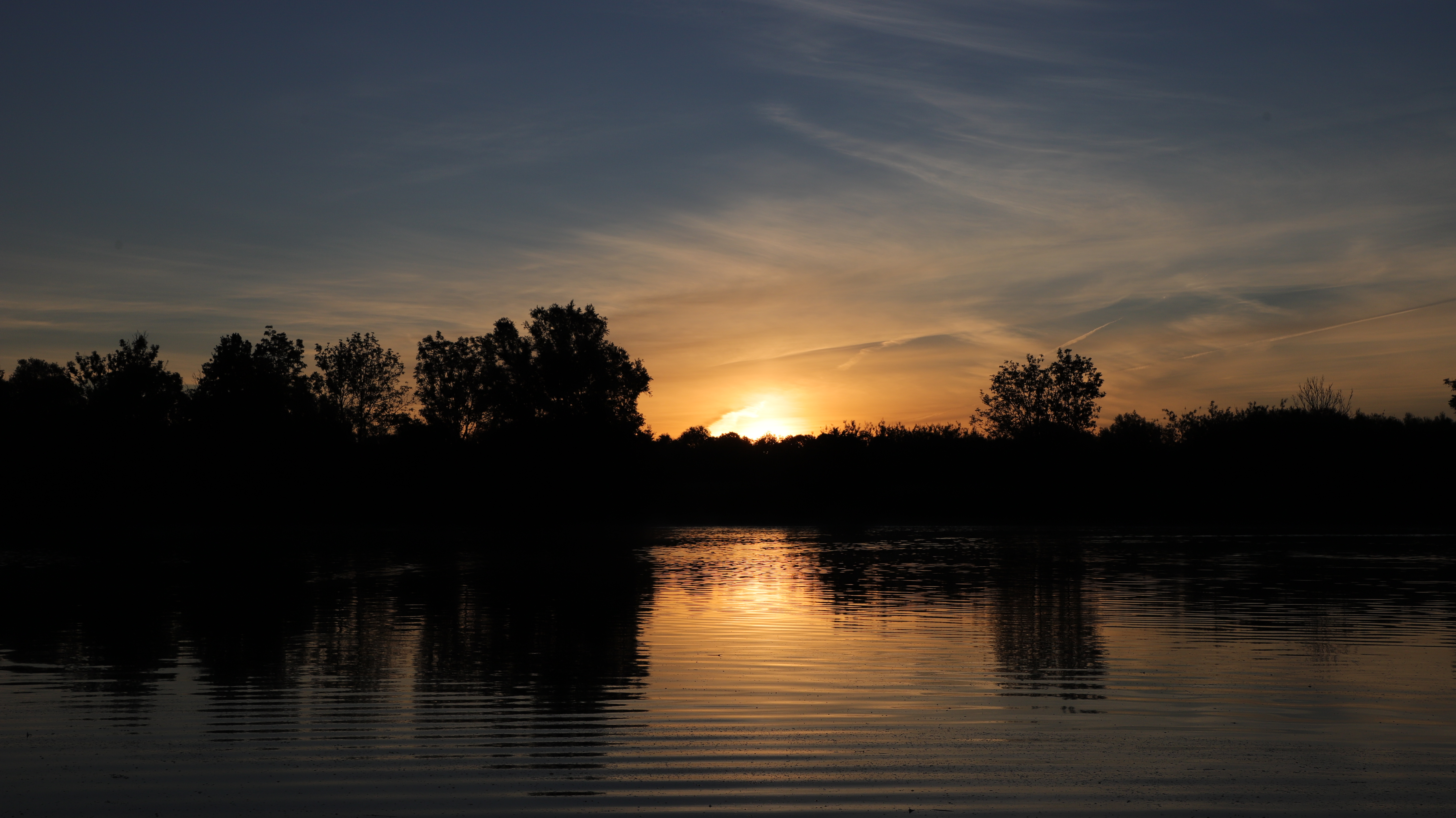
Восход

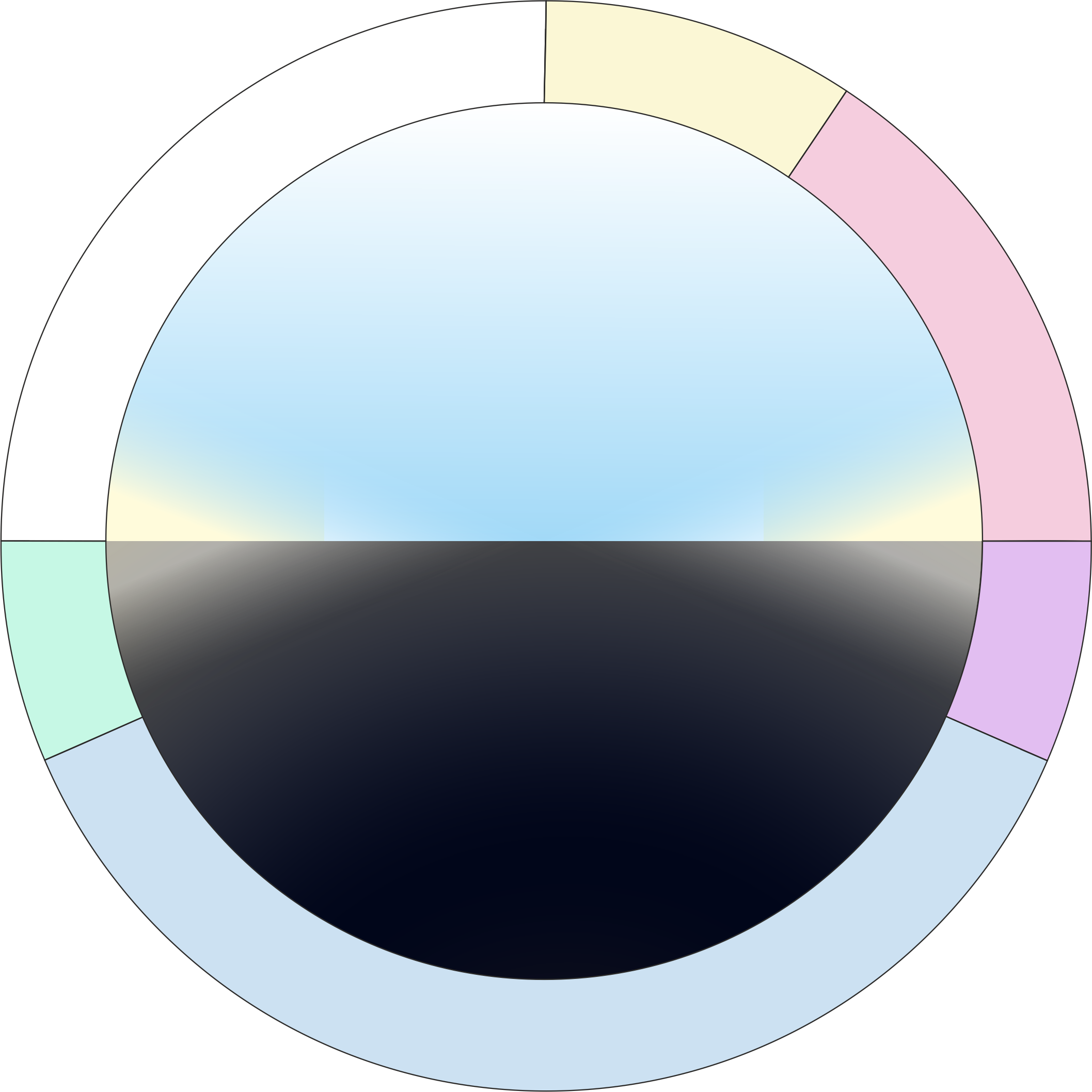
Иша
Фаджр
Зухр
Аср
Магриб

Фаджр (араб. فجر‎ рассвет) — предрассветная молитва в исламе. Является первой по счёту из пяти обязательных ежедневных молитв, образующих в совокупности второй из Пяти столпов ислама.
Согласно некоторым[каким?] мнениям, утренний намаз является более ценным, чем жизнь. В двух хадисах упоминается ценность Фаджра как наиболее благословенной молитвы, так как люди в это время ещё спят. Поэтому утренний намаз является наиболее значимым и его рекомендуется совершать в мечети.
Фаджр состоит из 2 ракаатов сунны и 2 ракаатов фарда. При совершении этого намаза в группе имам читает суры Корана вслух.
Промежуток времени для совершения Фаджра длится от рассвета до восхода солнца.
Во время священного месяца Рамадан призыв на Фаджр означает начало поста до призыва на Магриб.

## Цитаты из Корана
Прославляй хвалой своего Господа перед восходом солнца.

Оригинальный текст (ар.)سَبِّحْ بِحَمْدِ رَبِّكَ قَبْلَ طُلُوعِ الشَّمْسِ— Та Ха 20:130 (Кулиев)

 Совершай намаз с полудня до наступления ночного мрака и читай Коран на рассвете. Воистину, на рассвете Коран читают при свидетелях (ангелах).

Оригинальный текст (ар.)أَقِمِ الصَّلَاةَ لِدُلُوكِ الشَّمْسِ إِلَى غَسَقِ اللَّيْلِ وَقُرْآنَ الْفَجْرِۖ إِنَّ قُرْآنَ الْفَجْرِ كَانَ مَشْهُودًا— аль-Исра 17:78 (Кулиев)

 Прославляй хвалой своего Господа, когда поднимаешься ото сна.

Оригинальный текст (ар.)سَبِّحْ بِحَمْدِ رَبِّكَ حِينَ تَقُومُ— ат-Тур 52:48 (Кулиев)

## Определение времени намаза
Совершение намаза «Фаджр» начинается с «истинного рассвета», то есть сразу после появления тонкой горизонтальной белой полосы на восточном горизонте. Время молитвы продолжается до восхода солнца, то есть до появления солнечного диска на восточном горизонте.

## Описание двухракаатного фаджр-намаза
1. Молящийся обращается в сторону киблы c намерением совершить фаджр-намаз.
2. Поднимает руки до уровня плеч.
3. Произносит: ٱللَّٰهُ أَكْبَرُ‎ (Алла̄ху акбар, «Аллах Велик»). Это действие называют такбӣрат аль-ихра̄м (تَكْبِيرةُ ٱلْإِحْرَامُ‎). Этими словами начинается молитва.
4. Затем складывает руки между грудью и пупком (детали отличаются у мужчин и женщин, а также у разных школ).
5. Произносит слова: أَعُوذُ بِٱللَّٰهِ مِنَ ٱلشَّيْطَانِ ٱلرَّجِيمِ‎ (’А‘ӯзу би-Лля̄хи мина ш-шайта̄ни р-раджӣм, «Обращаюсь к Аллаху за защитой от проклятого шайтана»).
6. Читает суру «Аль-Фатиха».
7. Читает любой фрагмент Корана, например суру «Аль-Ихлас».
8. Затем, со словами ٱللَّٰهُ أَكْبَرُ‎ (Алла̄ху акбар)  делает поясной поклон (руку).
9. В положение поясного поклона трижды произносит سُبْحَانَ رَبِّيَ ٱلْعَظِيمِ‎ (Субха̄на раббия ль-‘азӣм, «Свят мой Великий Господь»).
10. Выпрямляется со словами سَمِعَ ٱللَّٰهُ لِمَنْ حَمِدَهُۘ رَبَّنَا لَكَ ٱلْحَمْدُ‎ (Сами‘а -Лла̄ху лиман хамида. Раббана лякя ль-хамд, «Слышит Аллах восхваляющих Его. Господь наш, хвала Тебе»).
11. Со словами ٱللَّٰهُ أَكْبَرُ‎ (Алла̄ху акбар), совершает земной поклон (суджуд).
12. Во время земного поклона (суджуд) произносит «Субхана раббияль-а`ля» три раза. (Свят мой Наивысший Господь).
13. Затем, со словами «Аллах̇у Акбар», выпрямляется, оставаясь некоторое время в сидячем положении, и произносит «Рабби гфир ли, Рабби гфир ли» (Господь мой прости меня, Господь мой прости меня).
14. Со словами «Аллаху Акбар» совершает второй земной поклон (суджуд) и говорит те же слова, что и в первом суджуде. «Субхана раббияль-аля» три раза. (Свят мой Наивысший Господь).
15. На этом заканчивается первый ракаат.
16. Затем, со словами «Аллаху Акбар», молящийся выпрямляется, встаёт на ноги и совершает второй ракаат, в том же порядке и с теми же словами, что и первый: читает аль-Фатиху и любой фрагмент Корана, совершает руку, затем суджуд, отдыхает, совершает ещё один суджуд.
17. Затем со словами «Аллаху Акбар», молящийся выпрямляется, оставаясь в сидячем положении, и читает молитву ат-Тахият.
18. Читает салават.
19. Затем совершает таслим: поворачивает голову направо и говорит «Ассаляму аляйкум уа рахмату-ллах» (Мир вам и милость Аллаха), потом поворачивает голову налево и говорит то же самое.